# یو-گی-او
یو-گی-او! (ژاپنی: 遊☆戯☆王 هپبورن: Yū-Gi-Ō!) یک مجموعه مانگا ژاپنی است که توسط کازوکی تاکاهاشی نوشته و طراحی شده‌است. این مانگا توسط شوئیشا از ۳۰ سپتامبر ۱۹۹۶ تا مارس ۲۰۰۴ در هفته‌نامه شونن جامپ منتشر می‌شد. با الهام از این مجموعه، فیلم، بازی ویدئویی، و چندین کتاب‌های ساخته شده است. داستان سری افسانه‌ای یوگی، «یو-گی-اوه:دوئل هیولاها» هشت سال بعد و در سال ۲۰۰۴ به پایان رسید. اما پس از آن نیز اسپین‌اف‌های زیادی با نویسندگان مختلف از روی این سری ساخته شد و رمانی هم بر اساس این عنوان در سال ۱۹۹۹ منتشر شد، اما پخش انیمه‌ آن از سال ۱۹۹۸ تا کنون ادامه دارد. بر پایه نسخه مانگا، یک مجموعه تلویزیونی انیمه ۲۷ قسمتی نیز توسط استودیو توئی انیمیشن دستمایه اقتباس قرار گرفت که پخش آن از ۴ آوریل ۱۹۹۸ در شبکه تی‌وی آساهی آغاز شده، و تا ۱۰ اکتبر ۱۹۹۸ ادامه داشت. فصل دوم مجموعه انیمه نیز با عنوان یو-گی-او! دوئل هیولاها، به تعداد ۲۲۴ قسمت از ۱۸ آوریل ۲۰۰۰ تا ۲۹ سپتامبر ۲۰۰۴ در شبکه تی‌وی توکیو پخش شد.

## داستان

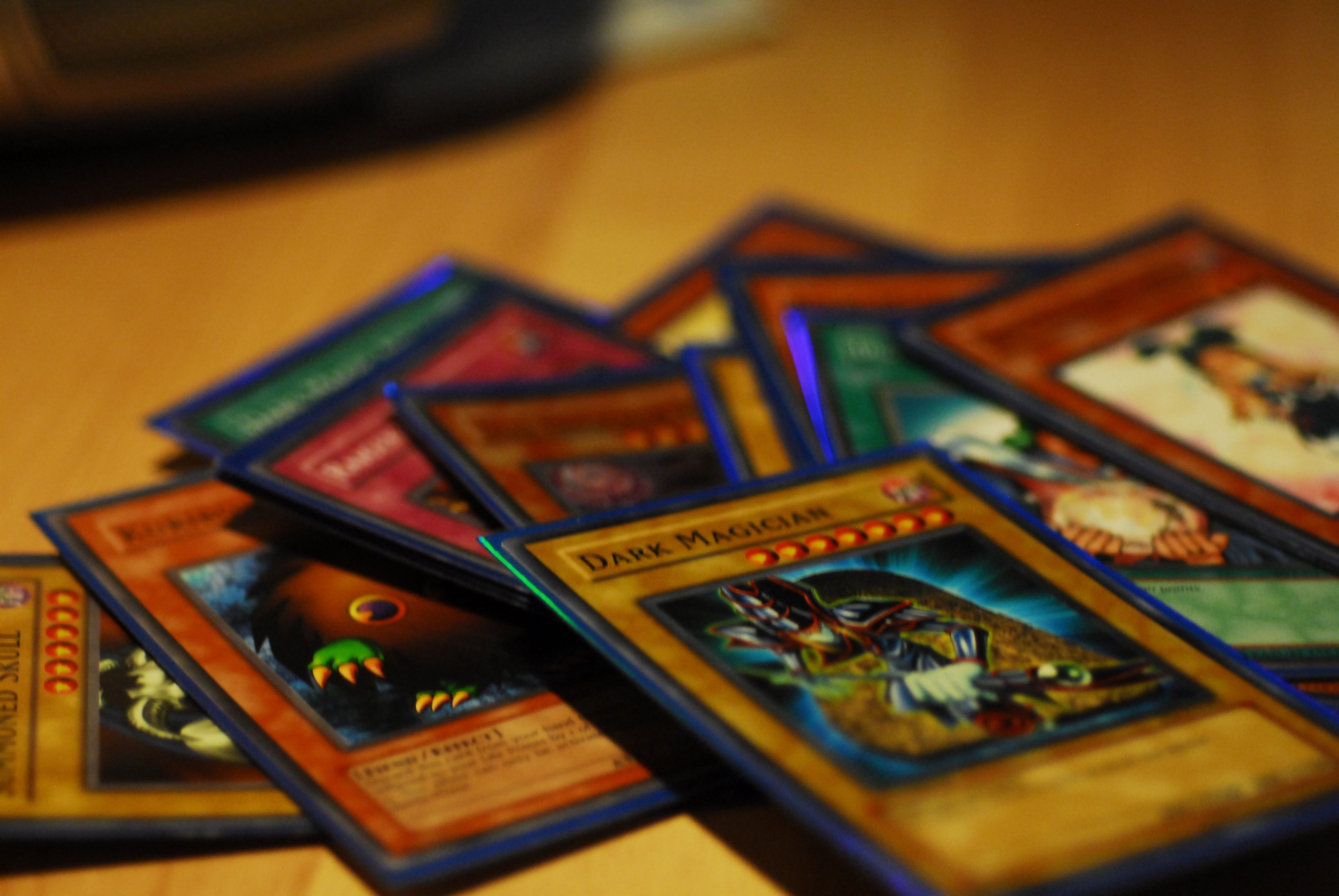
در بازی یو-گی-او ، بازیکنان از کارت‌های مختلف برای مبارزه با یکدیگر استفاده می‌کنند. هر کارت دارای ویژگی‌ها و قدرت‌های خاصی است.نمایش بالا هم نمونه از کارت ها است.

داستان درباره ی پسر بچه ای به نام «یوگی موتو» هست که با پدربزرگ خود در شهری به اسم «دومینو» زندگی می‌کند. پدربزرگ یوگی که قبلاً باستان شناس بوده، روزی برای او پازلی حل ناشدنی به عنوان هدیه می‌آورد. یوگی با حل و تکمیل کردن پازل (که با نام پازلِ ملنیوم شناخته می‌شود) در می‌یابد که به مدت پنج هزار سال، روحِ فرعونی باستانی (و بسیار شبیه به یوگی با اسم مستعار یامی) در این پازل محبوس بوده است. یوگی درمیابد پنج هزار سال پیش فراعنه ی مصری، با نیروهایی به شدت قدرتمند، دوئل‌هایی جادویی انجام می دادند که بشریت را تا مرز نابودی پیش برده است تا اینکه فرعونی قدرتمند (یامی) این نیروها را محبوس و در اشیایی ملنیومی حبس کرده است. اما اکنون این دوئل ها به نوعی بازگشته‌اند و خطری جدی بشریت را تهدید می‌کند.حال یوگی و یامی باید به کمک هم راز گذشته فرعون را کشف کرده و در این راه تمام موانع را کنار بزنند.